# Jan Kanty Działyński

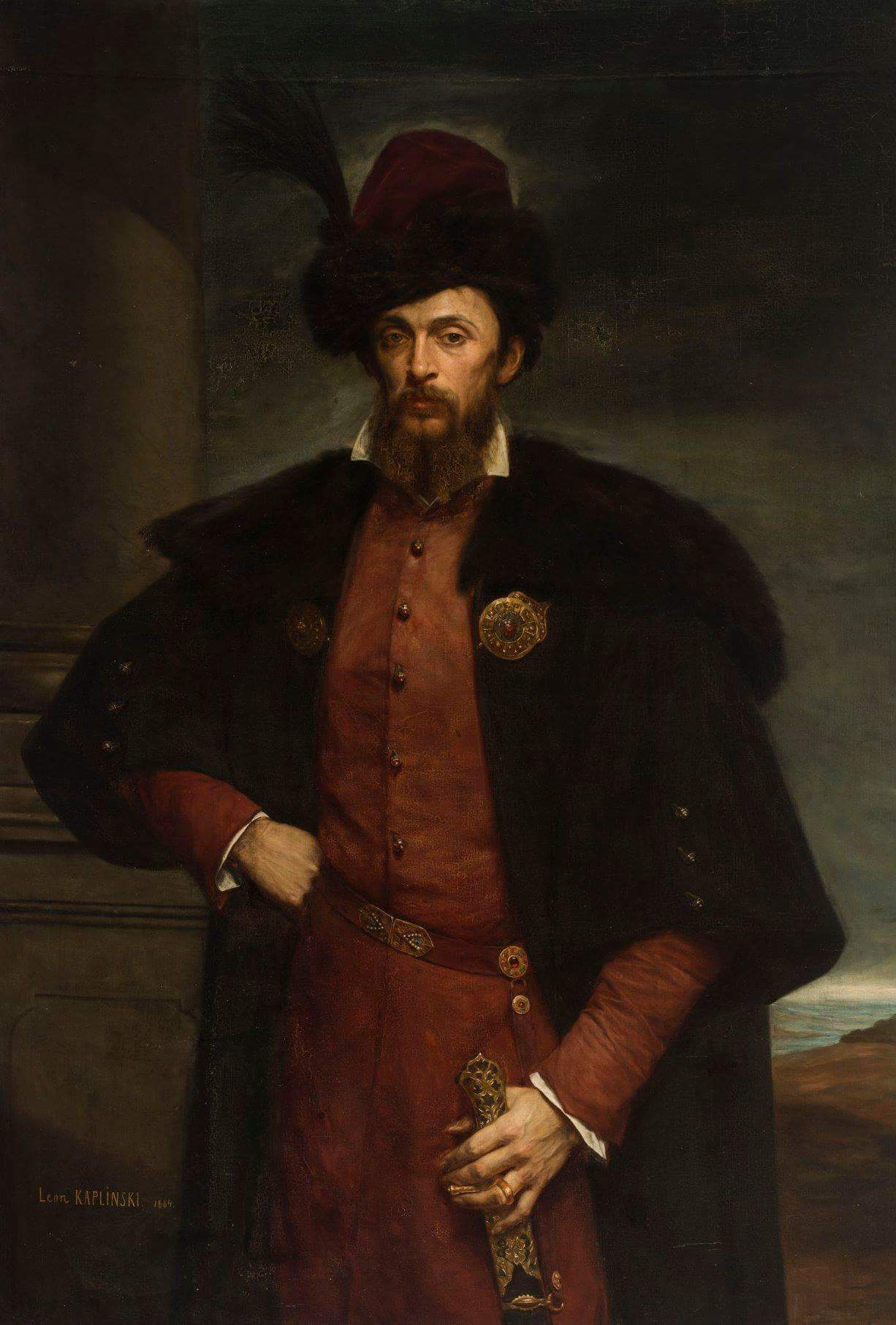
Jan Kanty Działyński

Jan Kanty Działyński, född 28 september 1829 i Kórnik, död där 30 mars 1880, var en polsk greve och politiker. Han var son till Tytus Działyński.
Działyński blev 1862 ledamot av preussiska deputeradekammaren för provinsen Posen, deltog i 1863 års polska resning och organiserade understöd från Preussen åt upproret. År 1864 dömdes han "in contumaciam" till döden, men benådades genom den allmänna amnestin 1866.